# 大阪青山大学
大阪青山大学（おおさかあおやまだいがく、英語: Osaka Aoyama University）は、大阪府箕面市新稲2-11-1に本部を置く日本の私立大学。1965年創立、2005年大学設置。大学の略称は大阪青山（おおさかあおやま）。青山学院大学とは別組織。

## 概観

### 大学全体
- 大阪青山大学は、学校法人大阪青山学園により運営されている日本の私立大学である。「青山」の名称は1965年に千里ニュータウンの大阪府吹田市青山台に街びらきと共に開園された「青山幼稚園」が母体になっていることに由来している。
- 大阪府箕面市に主キャンパスである「箕面キャンパス」がある。兵庫県川西市に「北摂キャンパス」があるが、授業としての使用は、附属施設である大阪青山歴史文学博物館で博物館講義、大阪青山体育館で体育科目のみである。

### 建学の精神（スクール・モットー、使命、目的）
大阪青山大学には、「高い知性と学識と豊な情操を兼ね備えた品位ある人材の育成」というモットーがある。
- 大学の使命:グローバル化する現代社会にあって、わが国の文化と伝統に基づいた感性を磨き、知性、論理性及び創造性を備えた専門職人を育成し、もって地域社会に深く貢献する。
- 大学の目的:高い志をもって努力する専門職業人を育成することを目的とする。
- 2015年度にタグラインとして「輝く未来へ繋がる教育」を制定する。

### 教育および研究
- 管理栄養士養成課程がある。毎年、管理栄養士国家試験の受験合格率100％を達成している。
- 在学生は、管理栄養士、小学校教諭、幼稚園教諭、保育士、看護師、保健師の志望者が多い。

### 学風および特色
- 毎年多数名、大阪青山大学短期大学部を卒業した後、大阪青山大学に編入学する者がいる。
- 情操教育・情報教育・クラス制教育が取り入れられている。

## 沿革

### 年表
- 1965年4月 学校法人大阪青山学園が設置され、大阪府吹田市青山台に青山幼稚園が開園。
- 1967年4月 大阪青山女子短期大学が大阪府箕面市新稲（現在の箕面キャンパス）に開学し、それに伴い青山幼稚園が附属幼稚園になる。
- 1973年4月 大阪青山短期大学に校名変更する。附属幼稚園として兵庫県川西市水明台に平野幼稚園が開園。
- 1996年4月 兵庫県川西市長尾町に北摂キャンパスを設置。
- 1998年4月 ドナルド・キーン日本文学研究奨励賞創設。
- 1999年4月 北摂キャンパスに大阪青山歴史文学博物館が開館。
- 2005年4月 大阪青山大学が開学し、健康科学部健康栄養学科を開設する[1]。
- 2005年11月 大阪府箕面市と包括協定を締結。
- 2008年2月 大阪府池田市と連携協力協定を締結。
- 2008年4月 健康科学部健康こども学科を新設。
- 2013年4月 健康科学部健康こども学科は健康科学部子ども教育学科に名称変更。
- 2014年4月 大阪青山短期大学は大阪青山大学短期大学部に名称変更。
- 2015年4月 健康科学部看護学科開設。
- 2021年3月 短期大学部廃止。
- 2022年4月 大阪青山大学 健康科学部 子ども教育学科を子ども教育学部 子ども教育学科に改組。
- 2023年4月 北摂キャンパスに介護福祉別科を開設。
- 2024年4月 健康科学部 看護学科を看護学部 看護学科に改組。

## 基礎データ

### 所在地
- 箕面キャンパス（大阪府箕面市新稲2-11-1）
- 北摂キャンパス（兵庫県川西市長尾町10-1）

### 象徴
- 本大学の英称の一部である「Aoyama」の「A」をデザイン化したものとなっている。

## 教育および研究

### 組織

#### 学部・学科
- 健康科学部
  - 健康栄養学科
    - 医療栄養コース
    - 食育・栄養教育コース
    - フードマネジメントコース
- 子ども教育学部
  - 子ども教育学科
    - 初等教育コース
    - 保育コース
    - 子ども福祉コース
- 看護学部（2024年4月開設）
  - 看護学科

#### 大学院
大学院は未設置。

#### 取得可能な資格
健康科学部
- 健康栄養学科
  - 管理栄養士国家試験受験資格（実務経験免除）
  - 栄養士免許状（国家資格）
  - 栄養教諭一種免許
  - 食品衛生管理者及び食品衛生監視員の任用資格
  - フードサイエンティスト
  - 健康運動実践指導者受験資格
  - フードスペシャリスト受験資格
  - NR.サプリメントアドバイザー受験資格
- 子ども教育学科
  - 小学校教諭一種免許状
  - 幼稚園教諭一種免許状
  - 保育士資格
  - 社会福祉主事任用資格
  - 特別支援学校教諭一種免許状
  - 准学校心理士
- 看護学科
  - 看護師国家試験受験資格
  - 保健師国家試験受験資格（選択制）
  - 養護教諭二種免許状（条件付き）
  - 第一種衛生管理者（条件付き）

## 学生生活

### 部活動・クラブ活動・サークル活動
- 大阪青山大学の部活動一覧

#### 文化部
- 音楽アンサンブルサークル
- 軽音楽サークル
- 写真サークル
- ビッグバンドサークル

#### 運動部
- 女子ソフトボール部
- 女子ハンドボール部
- ダンスサークル
- バスケットボールサークル
- バドミントンサークル
- バレーボールサークル
- フットサルサークル

#### 過去に存在した部活動等
- バイブルクラブ

### 大学祭
- 大学祭は毎年、概ね10月下旬から11月上旬に実施されている。
- 学生によるバンド、ダンス、出店などがある。
- 特別ゲストとしてアーティスト、芸能人、プロサッカー（Jリーグ）であるガンバ大阪の選手が登場している。

## 施設

### 箕面キャンパス
箕面キャンパスは、1967年に大阪青山女子短期大学の開学により設置される。標高が高いことから大阪平野が一望でき、大阪湾が見える。
- 使用学部：健康科学部、子ども教育学部、看護学部
- 交通アクセス
  - 阪急電鉄箕面線「箕面駅」より徒歩15分。無料のスクールバスが箕面駅〜箕面キャンパスのルートで運行している。
  - 阪急バス池田市内線「東畑バス停」より徒歩10分。池田駅より運行している。
  - 阪急バス箕面中央線・箕面小野原線「新稲バス停」より徒歩3分。千里中央駅・箕面船場阪大前駅・箕面萱野駅より運行している。
- 設備
  - 本館（子育て支援室、学生談話室、学習支援室）
  - 1号館（リズム室、ピアノ練習室）
  - 2号館（時計台、レストラン、ラーニングスクエア）
  - 3号館（学生食堂、図書室）
  - 4号館（進路支援センター、情報教育センター、メディアセンター）
  - 5号館（看護学科棟）
- キャンパス周辺：ファミリーマート箕面新稲店、第一総合運動場市民体育館、新稲の森、箕面学園高等学校、箕面市立第一中学校、箕面新稲郵便局、明治の森箕面国定公園、箕面駅

### 北摂キャンパス

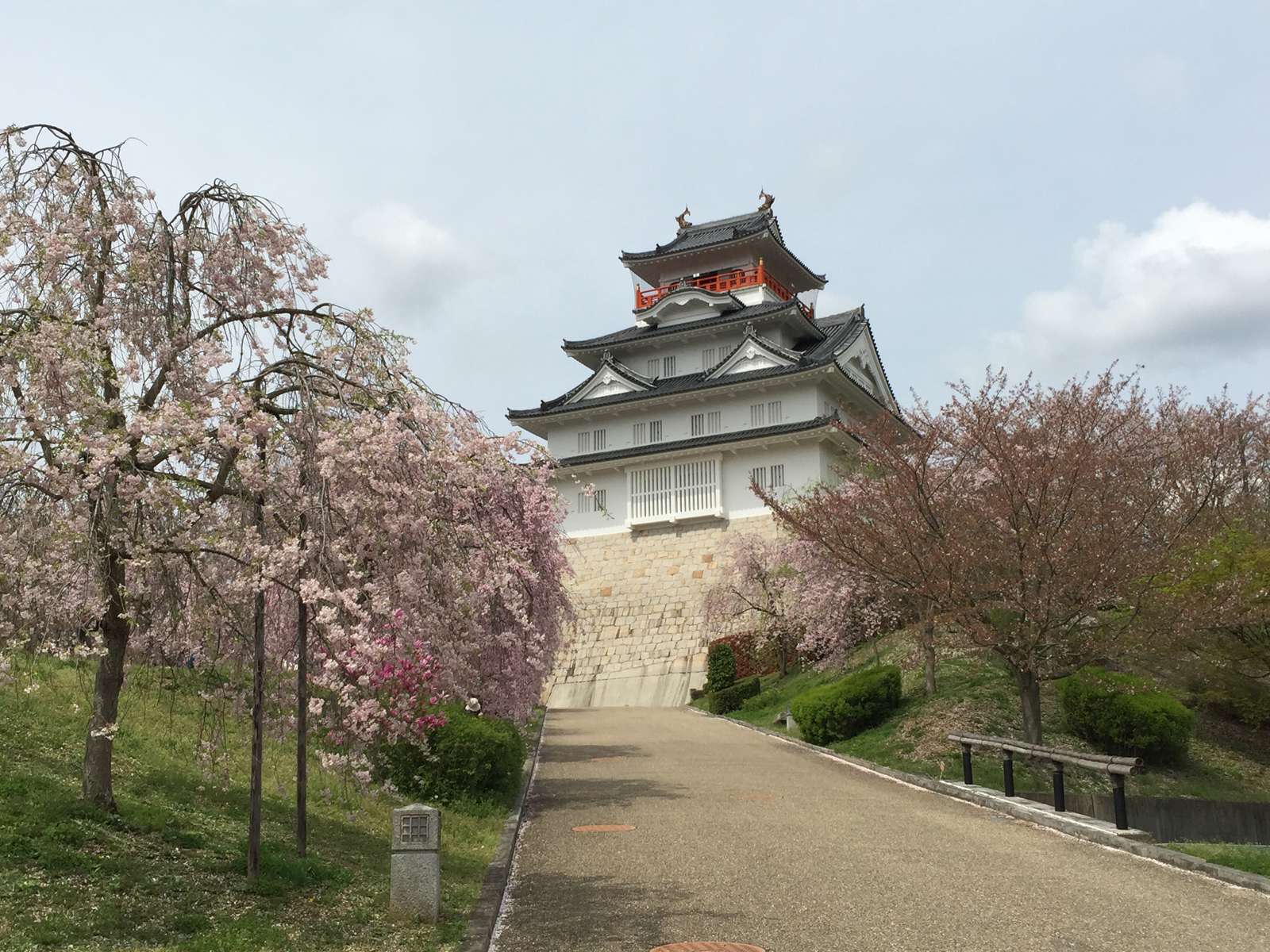
北摂キャンパス 大阪青山歴史文学博物館

北摂キャンパスは、1996年に設置される。大阪青山歴史文学博物館には、国宝である土佐日記をはじめとする重要文化財や重要美術品4,000点・工芸品約500点が所蔵されている。
- 使用学科：健康科学部、短期大学部
- 交通アクセス：能勢電鉄妙見線「一の鳥居駅」（大阪青山歴史文学博物館前）より徒歩1分。
- 設備
  - 大阪青山歴史文学博物館（展望室、展示室、図書閲覧室、調査研究室、学芸員室）
  - 大阪青山大学附属体育館（体育館、テニスコート、グラウンド）
- キャンパス周辺：一の鳥居駅（大阪青山歴史文学博物館前）

## 対外関係

### 系列校
- 大阪青山大学附属青山幼稚園
- 学校法人清和多田学園 平野幼稚園（協力園）

### 附属施設
- 大阪青山歴史文学博物館 - 創設者塩川利員が収集した文書、典籍、美術工芸品を保存、展示するため、1999年北摂キャンパス（川西市）に開設。施設の外観は天守閣を模している。藤原為家筆の「土左日記」（国宝）、定家の「明月記」（重要文化財）をはじめ約 5,000 件を所蔵。全国歴史民俗系博物館協議会加盟館[2]。博物館法に基づく兵庫県教育委員会指定施設（博物館に相当する施設）である[3]。
- 大阪青山大学附属体育館

### パートナーシップ
- プロサッカー（Jリーグ）
  - ガンバ大阪
- バレーボールチーム
  - サントリーサンバーズ

### 他大学との協定

#### 国内
大学コンソーシアム大阪
- 藍野大学
- 追手門学院大学
- 大阪医科薬科大学
- 大阪音楽大学
- 大阪学院大学
- 大阪河﨑リハビリテーション大学
- 大阪観光大学
- 大阪教育大学
- 大阪経済大学
- 大阪経済法科大学
- 大阪工業大学
- 大阪国際大学
- 大阪産業大学
- 大阪歯科大学
- 大阪樟蔭女子大学
- 大阪商業大学
- 大阪女学院大学
- 大阪市立大学
- 大阪成蹊大学
- 大阪総合保育大学
- 大阪体育大学
- 大阪大学
- 大阪電気通信大学
- 大阪人間科学大学
- 大阪府立大学
- 関西医科大学
- 関西医療大学
- 関西外国語大学
- 関西大学
- 関西福祉科学大学
- 近畿大学
- 四天王寺大学
- 摂南大学
- 千里金蘭大学
- 相愛大学
- 太成学院大学
- 常磐会学園大学
- 梅花女子大学
- 阪南大学
- 東大阪大学
- 放送大学
- 森ノ宮医療大学

#### 海外
- カナダ
  - ヴィクトリア大学
- 大韓民国
  - 加耶大学校

## 卒業後の進路

### 就職
読売新聞社発行の「就職に強い大学（2013 年度版）」によると、関西地区（大阪府・兵庫県・京都府・滋賀県・奈良県・和歌山県）の国公立大学を含む大学の中で、就職率が5番目に高かった。
- 健康栄養学科：管理栄養士・栄養士として、医療機関（病院、保健所）、福祉施設、保育園。栄養教諭として、学校教育機関。その他、一般企業などである。
- 子ども教育学科：小学校教諭・幼稚園教諭として、学校・教育機関。保育士として、保育園、児童福祉施設。その他、一般企業などである。

### 進学
大学院が設置されていないため、他大学の大学院へ進学する卒業生が毎年若干名いる。
- 大阪市立大学大学院
- 兵庫県立大学大学院
- 武庫川女子大学大学院

## 社会との関わり
- 学生らが、大学とスポンサー契約を結ぶガンバ大阪と連携活動を行っている[4]。
- 学生らが、能勢電鉄川西能勢口駅の発車メロディー（きんたくんのテーマソング）を作曲した[5]。
- 乳児から小学校低学年までを対象とした、子育て支援室を開放している[6]。
- 社会人を対象とした科目等履修の訪問介護員二級課程養成、医療秘書課程、博物館学芸員課程、公開講座、社会人講座などを設けている[7]。
- 先述したように大阪青山歴史文学博物館は、一般の人々にも開放している。